# Казахская литература
Казахская литература (каз. Қазақ әдебиеті) — литература на казахском языке. Письменная казахская литература возникла в XVI веке.

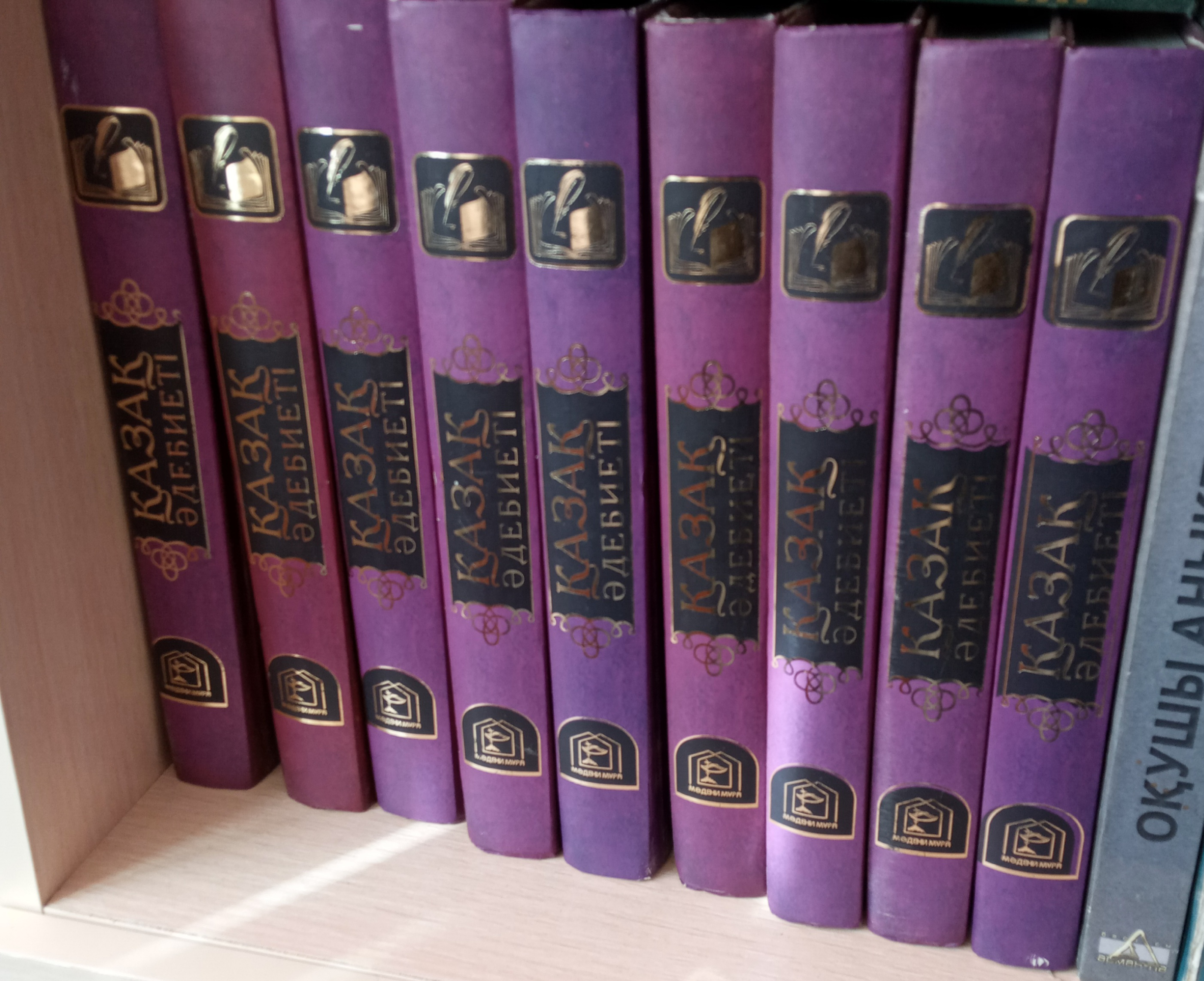
Энциклопедические словари «Казах адебиети»

## Общетюркская литература
В Средние века территорию современного Казахстана населяло множество тюркских племён. На основе их устного творчества сложилась единая фольклорная традиция, в становлении которой, по мнению казахских авторов, выделяется несколько этапов: общетюркский (VI—VIII века), огузо-кыпчакский (IX—XIII века) и послемонгольский (XIII—XIV века). В рамках огузо-кыпчакского периода также выделяют караханидский период (IX—XII века).
Среди источников древнетюркской литературы известны орхонско-енисейские надписи, труды Юсуфа Баласагуни и Махмуда Кашгари, трактат «Кодекс Куманикус».

### Эпосы «Коркыт-Ата» и «Огуз-Наме»
На территории современного Казахстана сложились наиболее известные древние эпосы на тюркских языках — «Коркыт-Ата» и «Огуз-Наме». В действительности Коркыт — это реальный человек, бек огузо-кыпчакского племени кият, который считается основоположником эпического жанра и музыкальных произведений для кобыза. Эпос «Коркыт-Ата» состоит из 12 поэм и рассказов о похождениях огузских богатырей и героев. В нём упоминаются такие тюркские племена, как усуни и канглы.
Поэма «Огуз-Наме» посвящена детству тюркского правителя Огуз-хана, его подвигам и победам, женитьбе и рождению сыновей, которых звали Солнце, Луна, Звезда, Небо, Гора и Море. Став правителем уйгур, Огуз вёл войны с Алтыном (Китаем) и Урумом (Византией).

## Казахская литература XV—XIX веков
Казахская литература имеет богатую и древнюю традицию.
Период Казахского ханства
В этот период преобладает исторический жанр. Сюда можно отнести такие произведения как:
«Таварих Гузида Нусрат Нама» XVI вв неизвестного автора, «Дафтар Чингиз Нама» XVII вв, «Рукопись жены Касым хана» XVI вв, «Джамиу ат Таварих- Чингиз Нама» Кадыр Али бека Джалаири XVI-XVII вв, выдающегося казахского историка и политического деятеля, советника Ураз Мухаммада сына Ондан Султана сына Шигай хана правителя казахского ханства, и многие другие произведения.                
.
В истории казахской литературы поэзия и поэтические жанры занимают важное положение. В развитии казахской поэзии чётко прослеживаются три периода:
— период жырау (XV век — первая половина XVIII века); Асан Кайгы, Доспамбет и др.
— поэтический период (вторая половина XVIII века — первая половина XIX века); Бухар Жырау, Марабай.
— период айтысов (вторая половина XIX века — начало XX века).
Наиболее ранние произведения казахского народного творчества, чьё авторство можно считать установленным, относятся к XV веку. В XVI—XVII веках были хорошо известны сочинения легендарного Асан Кайгы, акынов Доспамбета, Шалкииза, Маркаска, Жиембета, а также Бухар-Жырау Калкаман-Улы, автора острых политических стихотворений. В XVIII веке, в период многочисленных войн, были распространены героические и патриотические темы в сочинениях авторства Актамберды Сарыулы, Татикара, Умбетей-жырау. В Казахстане сложилась традиция проведения песенно-поэтических состязаний между акынами — так называемых айтысов. Известными акынами XVIII — начала XIX века были Котеш Райымбекулы, Шал-акын, Жанак Сагындыкулы, Жанкиси Басыбайулы, Абыл Тилеуулы, Есет Караулы. Стали выделяться такие жанры песен, как толгау — философское размышление, арнау — посвящение и т. д. В XVIII—XIX веках в творчестве казахских акынов Махамбета Утемисова, Шернияза Жарылгасова, Суюнбая Аронова появляются новые темы — призывы к борьбе против баев и биев. В то же время акыны Дулат Бабатаев, Шортанбай Канаев, Мурат Монкеев представляли собой консервативное направление, идеализируя патриархальное прошлое и восхваляя религию. Акыны второй половины XIX века — Биржан Кожагулов (Биржан-сал), Асет Найманбаев, Сара Тастанбекова, Джамбул Джабаев и др. — использовали айтысы как форму выражения общественного мнения, отстаивая социальную справедливость.

## Казахская письменная литература XIX—XX в
Первые письменные произведения на казахском языке, среди которых «Джами aт-таварих» Кадыргали Жалаири, относятся к началу XVI века. Новая волна казахской литературы начинает складываться во второй половине XIX века под влиянием контактов и диалогов с русской и западной культурами. У истоков этого процесса стоят выдающиеся казахские просветители, такие как Чокан Валиханов, Ибрай Алтынсарин и Абай Кунанбаев.
Начало XX века стало периодом расцвета казахской литературы, впитавшей в себя многие черты европейской литературы. В это время были заложены основы современной казахской литературы, окончательно сформировался литературный язык, появились новые стилистические формы.
Нарождающаяся казахская литература осваивала крупные литературные формы, до сих пор незнакомые казахским писателям, — романы, повести. В это время большую известность приобрёл поэт и прозаик Миржакип Дулатов, автор нескольких поэтических сборников и первого казахского романа «Несчастная Жамал» (1910), выдержавшего несколько изданий и вызвавшего большой интерес у русской критики и казахской общественности. Он также занимался переводами Пушкина, Лермонтова, Крылова, Шиллера, был реформатором казахского литературного языка.
В конце XIX — начале XX веков группа «книжников», в которую входили Нуржан Наушабаев, Машур-Жусуп Копеев и др., активно проповедовала патриархальные взгляды и собирала фольклорный материал. Вокруг газеты «Казах» группировались националистические силы — Ахмет Байтурсынов, Миржакип Дулатов, Магжан Жумабаев, после 1917 года перешедшие в лагерь контрреволюции.

## Казахская литература советского периода

### Творчество Джамбула Джабаева
В советский период наибольшую известность в СССР приобрело творчество казахского народного поэта-акына Джамбула Джабаева (в современных казахстанских источниках используется вариант транслитерации Жамбыл Жабаев), певшего под аккомпанемент домбры в стиле толгау. С его слов были записаны многие эпосы, например, «Суранши-батыр» и «Утеген-батыр». После Октябрьской революции в творчестве Джамбула появились новые темы («Гимн Октябрю», «Моя Родина», «В Мавзолее Ленина», «Ленин и Сталин»). В его песни вошли почти все герои советского властного пантеона, им придавались черты героев, богатырей. Песни Джамбула были переведены на русский язык и языки народов СССР, получили всенародное признание и в полной мере использовались советской пропагандой. В годы Великой Отечественной войны Джамбул писал патриотические произведения, зовущие советский народ на борьбу с врагом («Ленинградцы, дети мои!», «В час, когда зовёт Сталин» и т. д.)